# Tom Petty

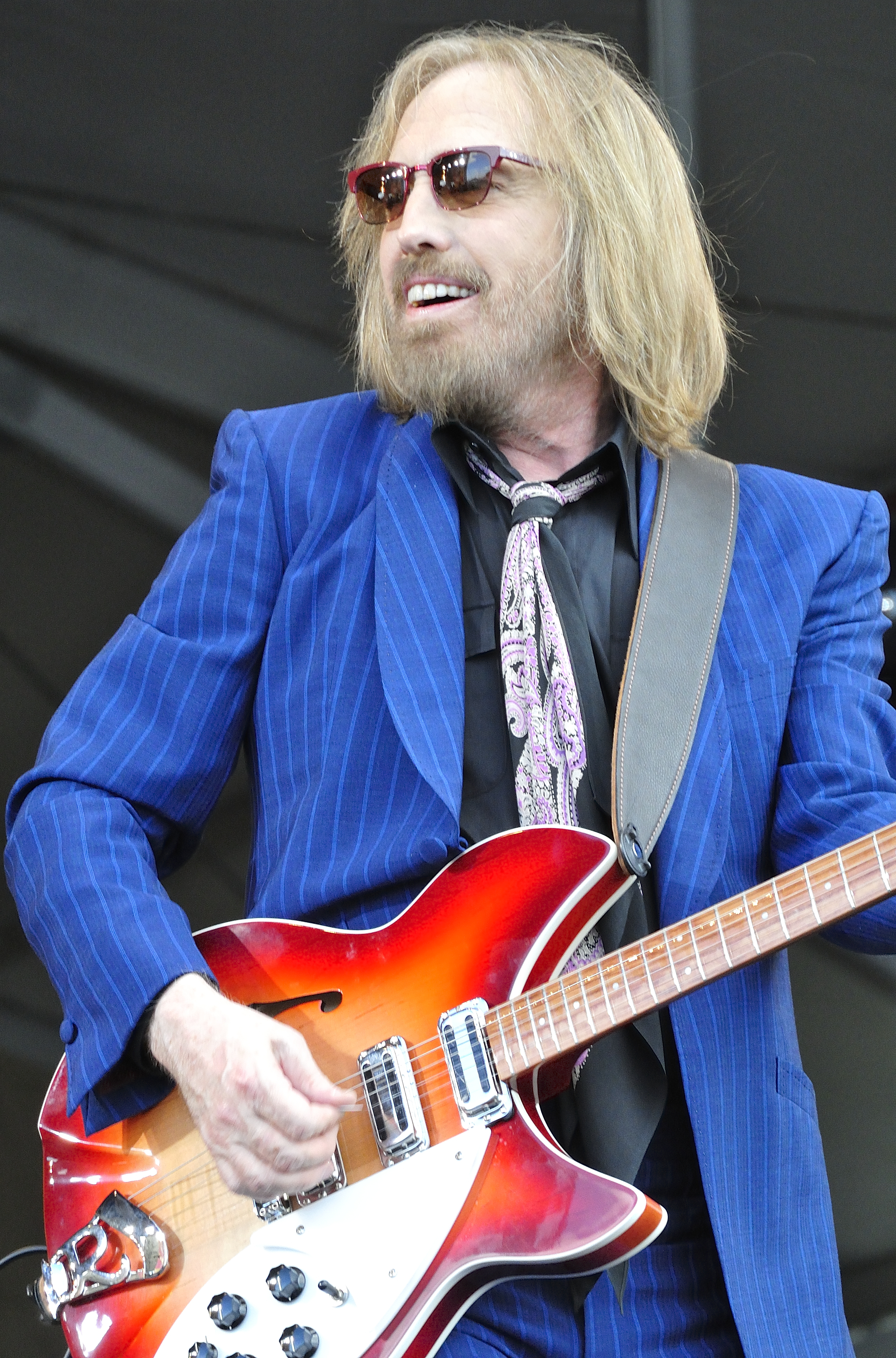
Tom Petty live (2012)

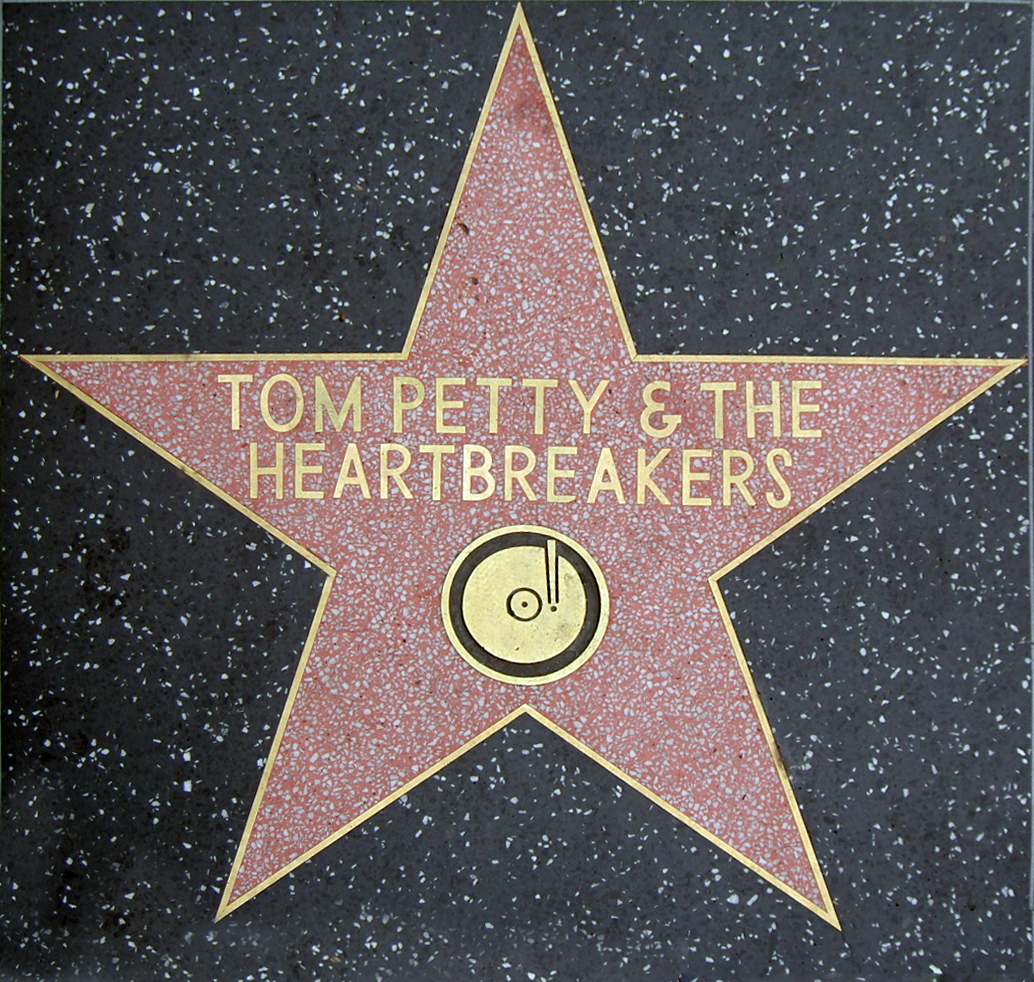
Stern für Tom Petty and the Heartbreakers auf dem Walk of Fame

Thomas Earl „Tom“ Petty (* 20. Oktober 1950 in Gainesville, Florida; † 2. Oktober 2017 in Santa Monica, Kalifornien) war ein US-amerikanischer Musiker. Er war zunächst mit seiner Band Tom Petty & the Heartbreakers und später auch als Solokünstler erfolgreich.

## Privatleben
Von 1974 bis 1996 war Tom Petty mit Jane Benyo verheiratet. Aus der Ehe gingen zwei Töchter hervor. Ab 2001 war er mit Dana York verheiratet. Petty lebte zuletzt in Malibu.
Am 2. Oktober 2017 wurde Tom Petty nach einem Herzstillstand in ein Krankenhaus in Santa Monica eingeliefert, wo er im Alter von 66 Jahren starb. Zunächst wurde ein Herzinfarkt als Todesursache vermutet. Laut dem im Januar 2018 veröffentlichten Autopsiebericht wurden in seinem Blut unter anderem die starken Schmerzmittel Oxycodon und Fentanyl aus der Stoffgruppe der Opioide nachgewiesen. Nach Angaben von Pettys Familie starb er an einer versehentlichen Überdosis dieser Schmerzmittel.
Seine Familie gab an, sie hoffe, dass der Bericht dazu beitragen könnte, entschlossener gegen den grassierenden Missbrauch von Opioiden in den USA vorzugehen. Petty habe unter einem Emphysem und Knieproblemen sowie an einer angebrochenen Hüfte gelitten und sei von den ihm deshalb verschriebenen Medikamenten abhängig geworden. In seiner Biographie Petty: The Biography von 2015 hatte er angegeben, dass er bereits in den Neunzigerjahren zeitweise abhängig von Heroin – ebenfalls ein Opioid – gewesen sei.

## Karriere
Petty schloss 1968 die High School ab und besuchte ein Jahr lang das College. Seine erste Band The Sundowners benannte sich in Epics um und wurde schnell lokal bekannt. 1970 wurde die Gruppe in Mudcrutch umbenannt. Häufig trat sie mit der ebenfalls aufstrebenden Band Lynyrd Skynyrd auf. Mudcrutch hatten ihre eigene Musik und kombinierten den Einfluss britischer Bands mit dem kalifornischen Stil von The Byrds, Buffalo Springfield und Flying Burrito Brothers. 1974 bekamen sie ihren ersten Plattenvertrag, und Petty wurde Berufsmusiker.
Seine eigentliche Karriere begann 1976 mit Tom Petty & the Heartbreakers und dem gleichnamigen Debütalbum der Band. Es folgten sechs weitere Studioalben sowie ein Livealbum. 1987 ging Petty mit Bob Dylan auf Welttournee und spielte im September als dessen Vorgruppe zusammen mit den Heartbreakers vor rund 80.000 Zuschauern im Treptower Park in Ost-Berlin.
1989 veröffentlichte Petty sein erstes Soloalbum, Full Moon Fever, co-produziert von Jeff Lynne (sein Partner bei den Traveling Wilburys mit Bob Dylan, George Harrison und Roy Orbison) und Mike Campbell. Hits dieses Albums waren I Won’t Back Down, Free Fallin’ und Runnin’ Down a Dream; außerdem ist eine Coverversion des Byrds-Stücks I’ll Feel a Whole Lot Better auf dem Album enthalten. Es erreichte den dritten Platz der US-amerikanischen Albumcharts und wurde mit Fünffach-Platin ausgezeichnet, somit stellte es Pettys kommerziellen Durchbruch dar. Petty wurde 1989 für seine Arbeit mit den Traveling Wilburys mit einem Grammy Award ausgezeichnet. 
Das ebenfalls auf diesem Album enthaltene und auch als B-Seite von Free Fallin’ veröffentlichte Lied Love Is a Long Road wurde 2023 im Trailer für Grand Theft Auto VI verwendet, das als eines der am meisten erwarteten Spiele in der Videospielgeschichte gilt und dessen Trailer ein dementsprechend immenses Publikumsinteresse erfuhr; so wurde er innerhalb der ersten 24 Stunden über 90 Millionen Mal auf Youtube angesehen. In der Folge stieg auch das Interesse an dem Lied schlagartig an: Innerhalb eines Tages wurde es um 37.000 Prozent häufiger auf Spotify gehört als zuvor und 250.000 Mal mit Hilfe von Shazam gesucht; bei iTunes lag es zeitweise auf Platz 2 der weltweiten Charts.

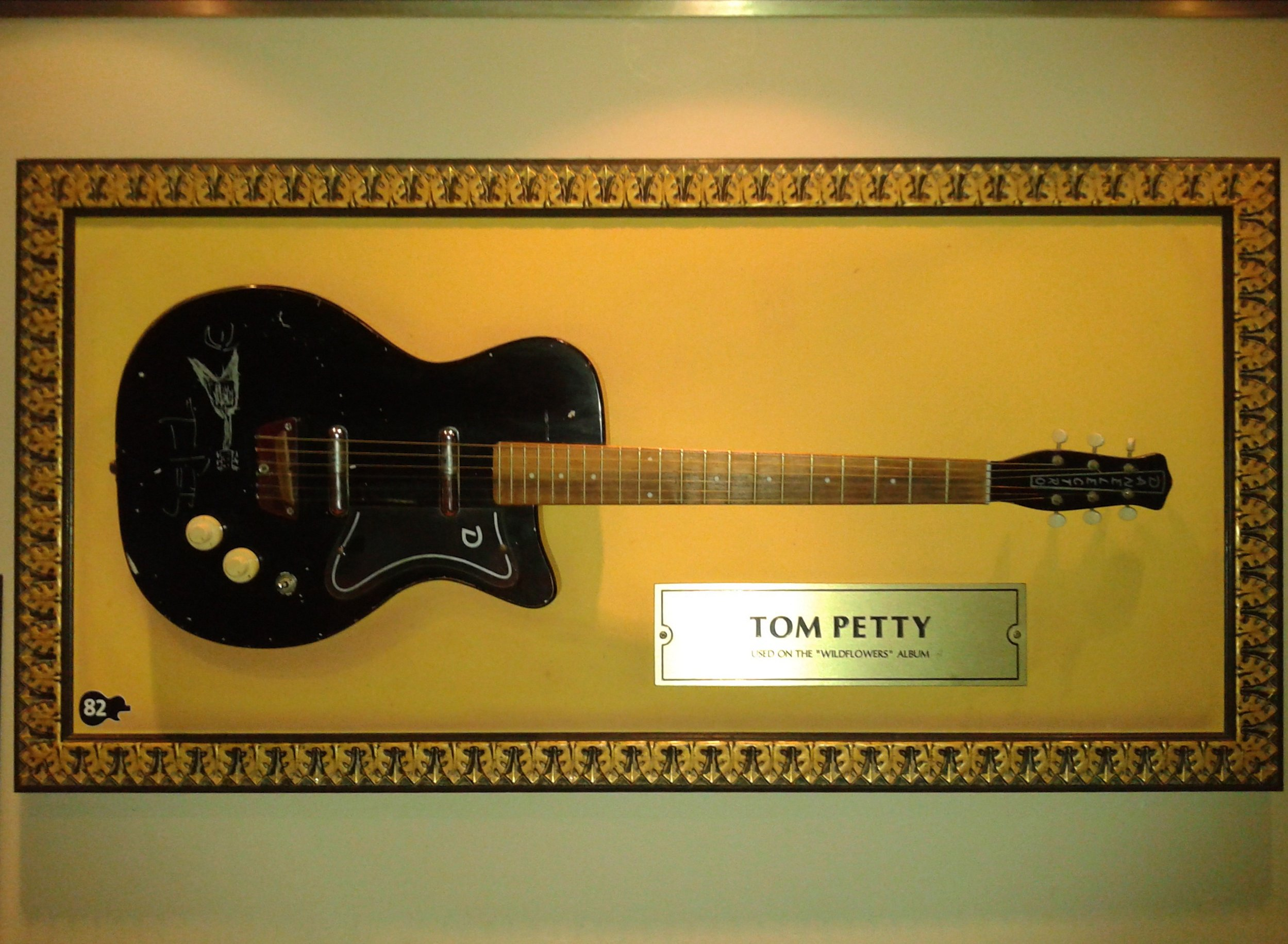

1990 nahm Ringo Starr zusammen mit Tom Petty, Joe Walsh und Jeff Lynne für eine Fernsehsendung zu Gedenken an John Lennon den Beatles-Titel I Call Your Name auf. 1994 erschien Pettys zweites Soloalbum, Wildflowers, für das er einen weiteren Grammy-Award erhielt. Unter den Hits dieses Albums, zu dessen Gastmusikern auch Ex-Beatle Ringo Starr zählte, waren You Don’t Know How It Feels, You Wreck Me und It’s Good to Be King. Bei der Entstehung des Songs You Don't Know How It Feels diente Komponist Petty der Rhythmus des Liedes The Joker der Steve Miller Band als Inspiration. Im November 2002, ein Jahr nach dem Tod George Harrisons, nahm Petty in der Londoner Royal Albert Hall am Gedenkkonzert für den ehemaligen Weggefährten teil. Im Juli 2006 erschien das Album Highway Companion, erneut produziert von Jeff Lynne.
Petty war mit der amerikanischen Sängerin Stevie Nicks befreundet, mit der er 1981 den Hit Stop Draggin’ My Heart Around veröffentlichte. Bei vielen seiner Konzerte begleitete sie ihn. Er war auch mit Johnny Cash befreundet, dessen Begleitband der letzten Alben der American-Recordings-Reihe sich seit 1996 maßgeblich aus Mitgliedern der Heartbreakers zusammensetzte. Nicht zuletzt veröffentlichte Cash dort auch eigene Versionen von Pettys Southern Accents und I Won’t Back Down.
1997 spielte er an der Seite von Kevin Costner in dem Film Postman eine kleine Gastrolle als Bürgermeister. 2002 hatte er einen Gastauftritt in einer Folge der Simpsons, in der er seine Zeichentrickfigur sprach. Im Februar 2008 trat er mit den Heartbreakers in der Halbzeitshow des Super Bowl XLII auf. Im April 2008 erschien ein Reunionalbum seiner ehemaligen Band Mudcrutch. Im Rolling Stone ist Petty auf Rang 91 der 100 größten Musiker sowie auf Rang 59 der 100 größten Songwriter aller Zeiten gelistet.

## Diskografie

### Studioalben
| Jahr | Titel                                    | Höchstplatzierung, Gesamtwochen, AuszeichnungChartplatzierungen (Jahr, Titel, Platzierungen, Wochen, Auszeichnungen, Anmerkungen) | Höchstplatzierung, Gesamtwochen, AuszeichnungChartplatzierungen (Jahr, Titel, Platzierungen, Wochen, Auszeichnungen, Anmerkungen) | Höchstplatzierung, Gesamtwochen, AuszeichnungChartplatzierungen (Jahr, Titel, Platzierungen, Wochen, Auszeichnungen, Anmerkungen) | Höchstplatzierung, Gesamtwochen, AuszeichnungChartplatzierungen (Jahr, Titel, Platzierungen, Wochen, Auszeichnungen, Anmerkungen) | Höchstplatzierung, Gesamtwochen, AuszeichnungChartplatzierungen (Jahr, Titel, Platzierungen, Wochen, Auszeichnungen, Anmerkungen) | Anmerkungen                                                                                                   |
| Jahr | Titel                                    | DE | AT | CH | UK | US | Anmerkungen                                                                                                   |
| ---- | ---------------------------------------- | --- | --- | --- | --- | --- | --- |
| 1989 | Full Moon Fever                          | DE41 (18 Wo.)DE | AT73 (1 Wo.)AT | — | UK8 Gold · (16 Wo.)UK | US3 ×5Fünffachplatin · (77 Wo.)US                                                                                                 | Erstveröffentlichung: 24. April 1989 Verkäufe: + 5.780.000                                                    |
| 1994 | Wildflowers                              | DE15 (18 Wo.)DE | AT13 (16 Wo.)AT | CH17 (10 Wo.)CH | UK36 Silber · (4 Wo.)UK | US5¹ ×3Dreifachplatin · (64 Wo.)US                                                                                                | Erstveröffentlichung: 1. November 1994 Verkäufe: + 3.067.500 ¹ Höchstplatzierung im Oktober 2020, 1994 auf #8 |
| 2006 | Highway Companion                        | DE12 (8 Wo.)DE | AT60 (3 Wo.)AT | CH44 (3 Wo.)CH | UK56 (3 Wo.)UK | US4 Gold · (14 Wo.)US | Erstveröffentlichung: 25. Juli 2006 Verkäufe: + 500.000                                                       |
| 2020 | Wildflowers & All the Rest               | DE4 (6 Wo.)DE | AT9 (2 Wo.)AT | CH10 (2 Wo.)CH | UK19 (1 Wo.)UK | US* GoldUS | Erstveröffentlichung: 16. Oktober 2020 Verkäufe: + 500.000; * siehe Wildflowers                               |
| 2021 | Finding Wildflowers (Alternate Versions) | DE17 (1 Wo.)DE | — | — | — | US112 (1 Wo.)US | Erstveröffentlichung: 16. April 2021                                                                          |

### Singles
| Jahr | Titel Album                             | Höchstplatzierung, Gesamtwochen, AuszeichnungChartplatzierungen (Jahr, Titel, Album, Platzierungen, Wochen, Auszeichnungen, Anmerkungen) | Höchstplatzierung, Gesamtwochen, AuszeichnungChartplatzierungen (Jahr, Titel, Album, Platzierungen, Wochen, Auszeichnungen, Anmerkungen) | Höchstplatzierung, Gesamtwochen, AuszeichnungChartplatzierungen (Jahr, Titel, Album, Platzierungen, Wochen, Auszeichnungen, Anmerkungen) | Höchstplatzierung, Gesamtwochen, AuszeichnungChartplatzierungen (Jahr, Titel, Album, Platzierungen, Wochen, Auszeichnungen, Anmerkungen) | Anmerkungen                                                             |
| Jahr | Titel Album                             | DE | CH | UK | US | Anmerkungen                                                             |
| ---- | --------------------------------------- | --- | --- | --- | --- | ----------------------------------------------------------------------- |
| 1989 | I Won’t Back Down Full Moon Fever       | DE66 (10 Wo.)DE | — | UK28 Gold · (11 Wo.)UK | US12 (15 Wo.)US | Gastmusiker: George Harrison, Jeff Lynne, Mike Campbell und Ringo Starr |
| 1989 | Runnin’ Down a Dream Full Moon Fever    | — | — | UK55 Silber · (5 Wo.)UK | US23 (14 Wo.)US |                                                                         |
| 1989 | Free Fallin’ Full Moon Fever            | — | CH86 (1 Wo.)CH | UK59 Platin · (8 Wo.)UK | US7 (21 Wo.)US | Platz 177 der Rolling-Stone-500                                         |
| 1990 | A Face in the Crowd Full Moon Fever     | — | — | UK93 (2 Wo.)UK | US46 (8 Wo.)US |                                                                         |
| 1994 | You Don’t Know How It Feels Wildflowers | — | — | UK91 (1 Wo.)UK | US13 (22 Wo.)US | Grammy (Rockdarbietung, männlich)                                       |
| 1995 | You Wreck Me Wildflowers                | — | — | UK88 (1 Wo.)UK | — |                                                                         |
| 1995 | It’s Good to Be King Wildflowers        | — | — | — | US68 (8 Wo.)US |                                                                         |
| 2006 | Saving Grace Highway Companion          | — | — | — | US100 (1 Wo.)US |                                                                         |

Weitere Singles
- 1987: Mind Your Own Business (mit Hank Williams Jr., Reba McEntire, Reverend Ike und Willie Nelson)
- 1989: Yer so Bad

## Auszeichnungen für Musikverkäufe
| Goldene Schallplatte - Dänemark - 2023: für die Single Free Fallin’ - Neuseeland - 2025: für das Album Wildflowers - Schweden - 1989: für das Album Full Moon Fever - Spanien - 2024: für die Single Free Fallin’ Platin-Schallplatte - Neuseeland - 2022: für die Single Runnin’ Down a Dream 2× Platin-Schallplatte - Kanada - 1995: für das Album Wildflowers - Neuseeland - 2024: für das Album Full Moon Fever | 3× Platin-Schallplatte - Neuseeland - 2024: für die Single I Won’t Back Down 6× Platin-Schallplatte - Neuseeland - 2025: für die Single Free Fallin’ 6× Platin-Schallplatte - Kanada - 1991: für das Album Full Moon Fever |

Anmerkung: Auszeichnungen in Ländern aus den Charttabellen bzw. Chartboxen sind in ebendiesen zu finden.
| Land/RegionAuszeichnungen für Musikverkäufe (Land/Region, Auszeichnungen, Verkäufe, Quellen) | Silber     | Gold     | Platin       | Verkäufe  | Quellen              |
| -------------------------------------------------------------------------------------------- | ---------- | -------- | ------------ | --------- | -------------------- |
| Dänemark (IFPI)                                                                              | —          | Gold1    | —            | 45.000    | ifpi.dk              |
| Kanada (MC)                                                                                  | —          | —        | 8× Platin8   | 800.000   | musiccanada.com      |
| Neuseeland (RMNZ)                                                                            | —          | Gold1    | 12× Platin12 | 337.500   | radioscope.co.nz NZ2 |
| Schweden (IFPI)                                                                              | —          | Gold1    | —            | 50.000    | sverigetopplistan.se |
| Spanien (Promusicae)                                                                         | —          | Gold1    | —            | 30.000    | elportaldemusica.es  |
| Vereinigte Staaten (RIAA)                                                                    | —          | 2× Gold2 | 8× Platin8   | 9.000.000 | riaa.com             |
| Vereinigtes Königreich (BPI)                                                                 | 2× Silber2 | 2× Gold2 | Platin1      | 1.360.000 | bpi.co.uk            |
| Insgesamt                                                                                    | 2× Silber2 | 8× Gold8 | 29× Platin29 |           |                      |